# Bloom County
Bloom County (« Comté de Bloom ») est un comic strip humoristique de l'Américain Berkeley Breathed distribué par The Washington Post Writers Group du 8 décembre 1980 au 6 août 1989, puis relancée le 13 juillet 2015 par l'auteur sur sa page Facebook. 
Cette série satirique décrit la vie des habitants d'une ville moyenne inspirée d'Iowa City, où les animaux peuvent parler et où les enfants se comportent souvent comme des adultes. Très inspiré à ses débuts par Doonesbury de Garry Trudeau, qu'il remplaçait dans le Washington Post, Breathed a mis quelques mois à développer un univers original. Engagée contre le conservatisme et les Républicains, sa série lui a valu le prix Pulitzer du dessin de presse 1987. 

## Albums
Des strips de Bloom County ont été recueillis en album dès 1983 par Little, Brown and Company. Entre 2009 et 2011, IDW Publishing a publié l'intégrale chronologique de la série en cinq volumes. Les strips publiés depuis 2015 n'ont pas encore été recueillis. La série n'est pas traduite en français mais l'a été dans plusieurs langues scandinaves.

## Récompenses
- 1987 : Prix Pulitzer du dessin de presse
- 2016 : Prix Harvey du meilleur comic strip